# (6907) Harryford
(6907) Harryford est un astéroïde de la ceinture principale.

## Description
(6907) Harryford est un astéroïde de la ceinture principale. Il fut découvert le 19 novembre 1990 à Siding Spring par Robert H. McNaught. Il présente une orbite caractérisée par un demi-grand axe de 2,74 UA, une excentricité de 0,20 et une inclinaison de 9,1° par rapport à l'écliptique.

## Compléments